# Yōkoku-ji

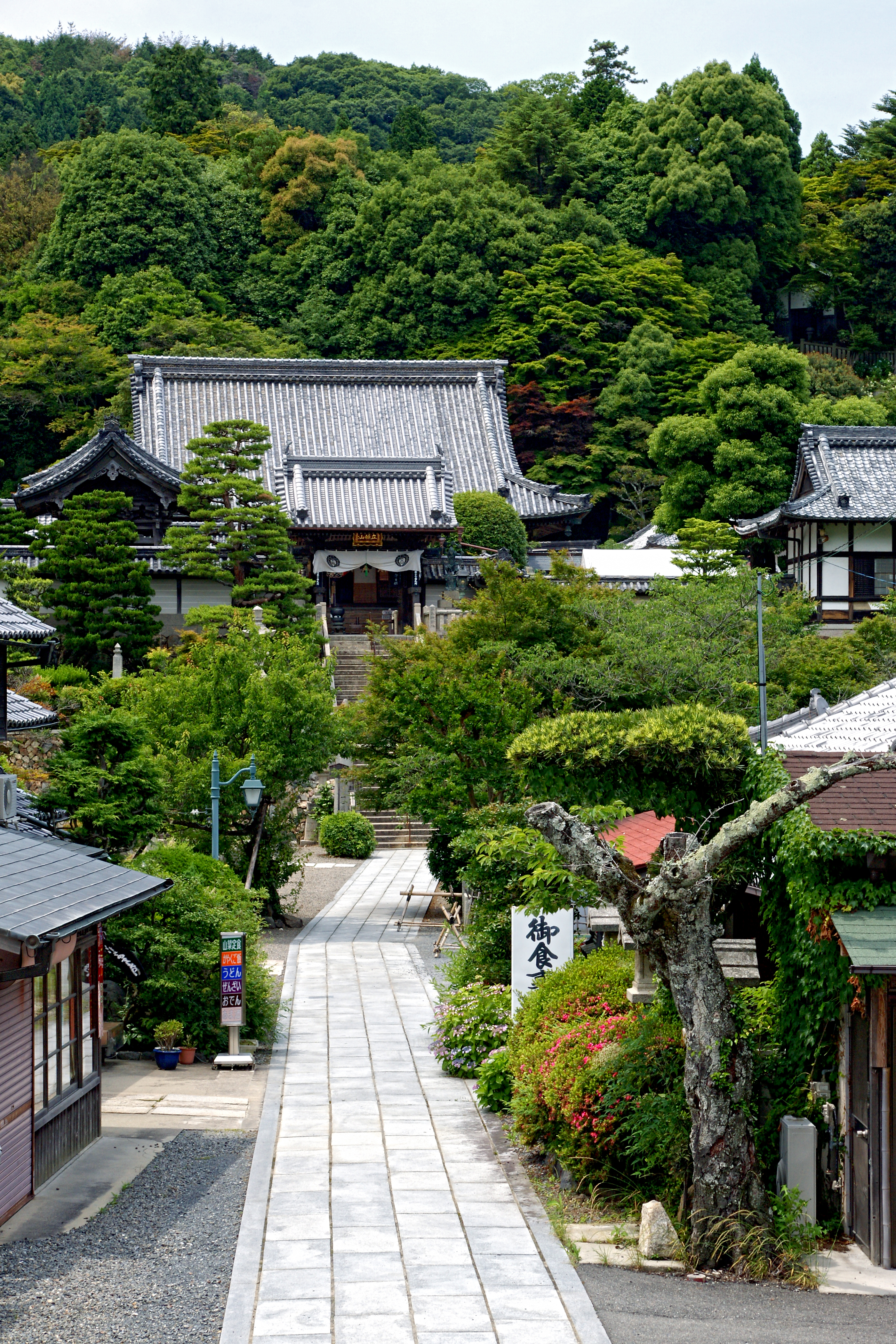
Haupthalle

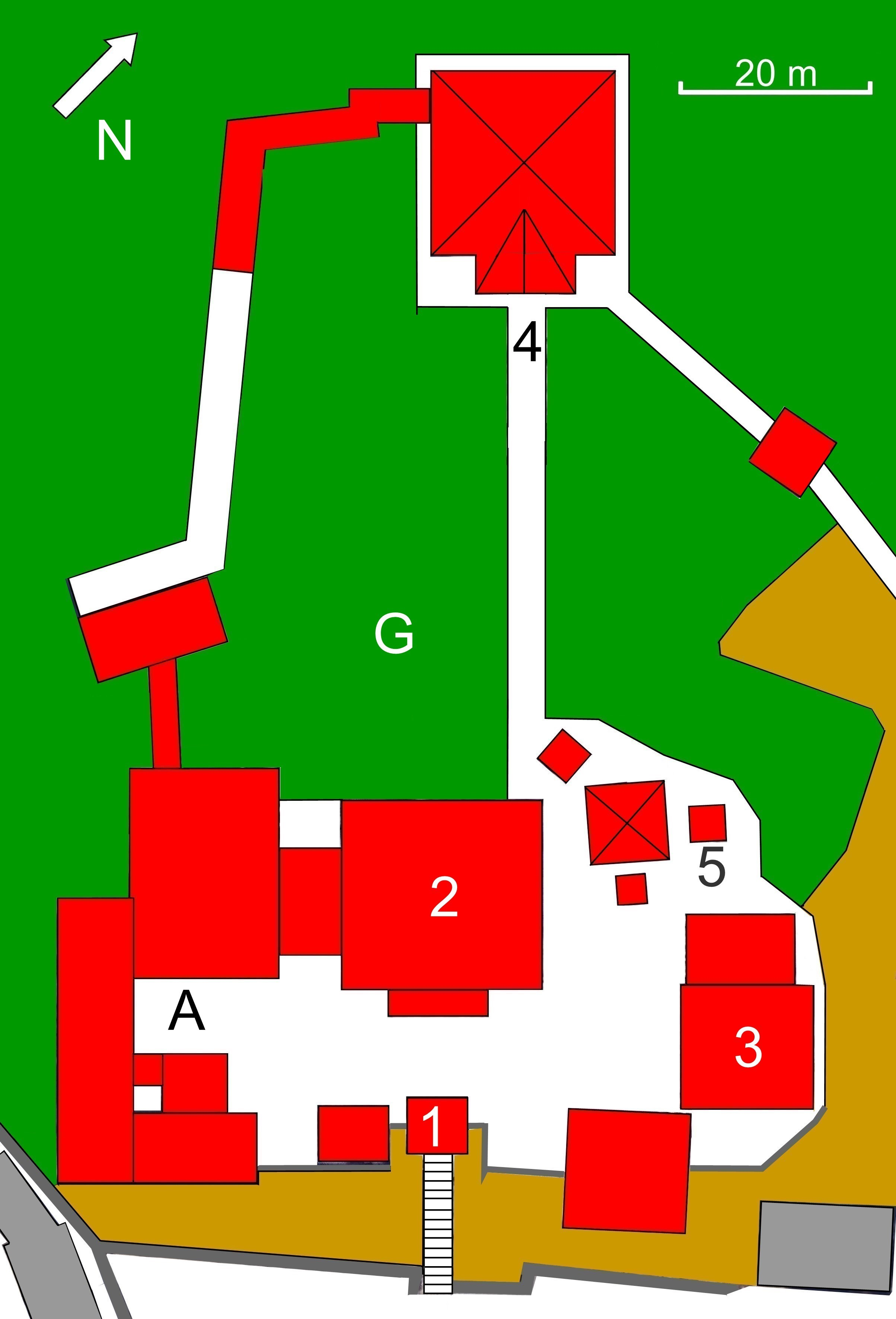
Plan des Tempels (s. Text)

Der Yōkoku-ji (japanisch 楊谷寺), auch Yanagitani-Kannon (柳谷観音) genannt, ist ein Tempel des Nishiyama-Zweigs (西山派) der Jōdo-Richtung des Buddhismus in Nagaokakyō in der Präfektur Kyōto. Er ist von Alters her durch sein heilendes Wasser und neuerdings auch durch seinen Azaleen-Garten bekannt. Er ist der 17. Tempel des Neuen Saigoku-Pilgerwegs.

## Geschichte
Im Jahr 806 soll Oberpriester Enchin vom Kiyomizu-dera in Kyōto den Tempel angelegt haben. Priester Kūkai kam im Jahr 811 hierher und fand die Quelle, deren Wasser, Okōzui (独鈷水) genannt, Menschen mit Augenkrankheiten hilft.

## Die Anlage
Am Fußes des am Berge gelegenen Tempel ist der Beginn des Pilgerpfads (参道 Sandō) mit je einer Steinlaterne rechts und links gekennzeichnet. Dort steht ein Jizō (地蔵) mit der Inschrift „Von Yanagitani aus 18 Chō“ (柳谷是より十八丁 Yanagitani-ze yori jūhachi chō). Der Weg ist dann je Chō (= 109 m) mit einem Stein gekennzeichnet. Nach sieben Chō gelangt man zu einer Gabelung, von wo aus der Weg zu Jōdotani-Dorf abzweigt. Am Weg zum Tempel stehen am Hang 13 Mirokudani-Buddhas (弥勒谷十三仏) aus Stein. Die meisten sind 70 bis 100 cm hoch und aus Naturstein herausgearbeitet. Seit der Edo-Zeit gibt es die Anhänger des Glaubens, dass die dreizehn Buddhas die Verstorbenen trösten und für die Aufnahme ins Paradies beten. Dann erreicht man die „Weidenbaumtal“ (柳谷 Yanagidani) genannte Gegend mit der Tempelanlage.
Vor der Tempelanlage stehen einige Gasthäuser, in denen man übernachten kann. Von dort führt eine Steintreppe zum schlichten Tempeltor (山門 Omote-mon; 1 im Plan), das als Vierfüßiges Tor ausgeführt ist. Für die Anlage des Tempels wurde der Berghang zu einer stufenförmigen Terrasse gestaltet, ähnlich wie man eine Stufengalerie für die Aufstellung von Puppen, das Hinadan (雛壇) für das Hina-Matsuri nutzt.
Voraus sieht man die Haupthalle (本堂 Hondō; 2). Dort wird die Hauptkultfigur, eine 1000-armige Kannon (木造千手観音立像 Mokuzō senju Kannon ritsuzō), aus Holz gefertigt, die „Yanagidani-Kannon“, verehrt. Sie soll, zusammen mit dem Wasser, bei Erkrankungen der Augen helfen. Zur Linken hat man den Abt- und Mönchsbereich (A) mit Speisesaal (庫裏 Kuri) und Abtresidenz (書院 Shoin), zur Rechten steht die Amida-Halle (阿弥陀堂; 3). Ein kleiner Pavillon (地蔵堂; 5) ist dem heiligen Jizō gewidmet. Dahinter, höhergelegen, findet man das Oku-no-in (奥の院; 4).
Hinter der Halle ist der Yōkokuji-Park seit der Edo-Zeit berühmt, vor allem für seine Azaleen.

## Bilder

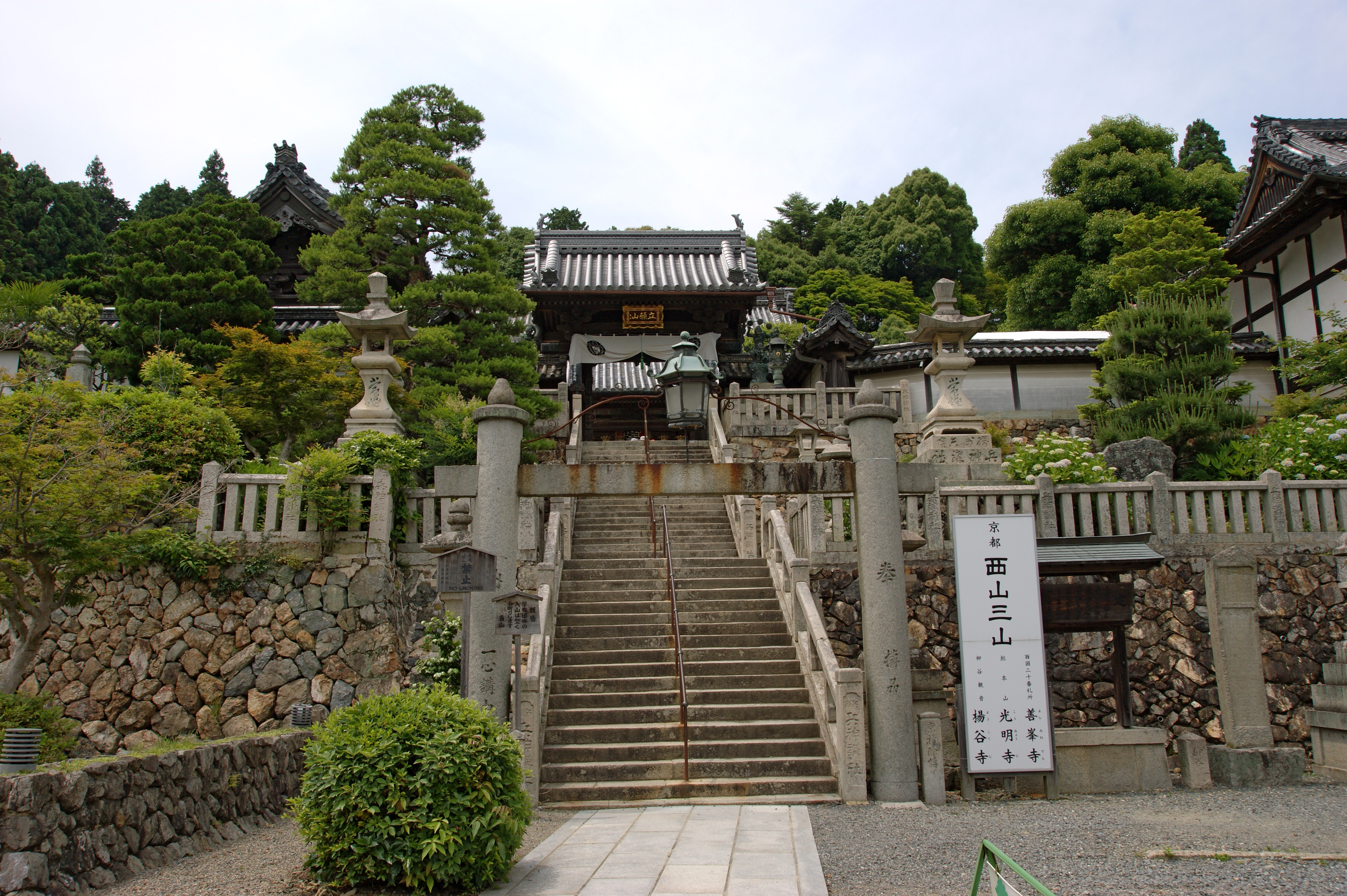
Aufgang zum Tempel
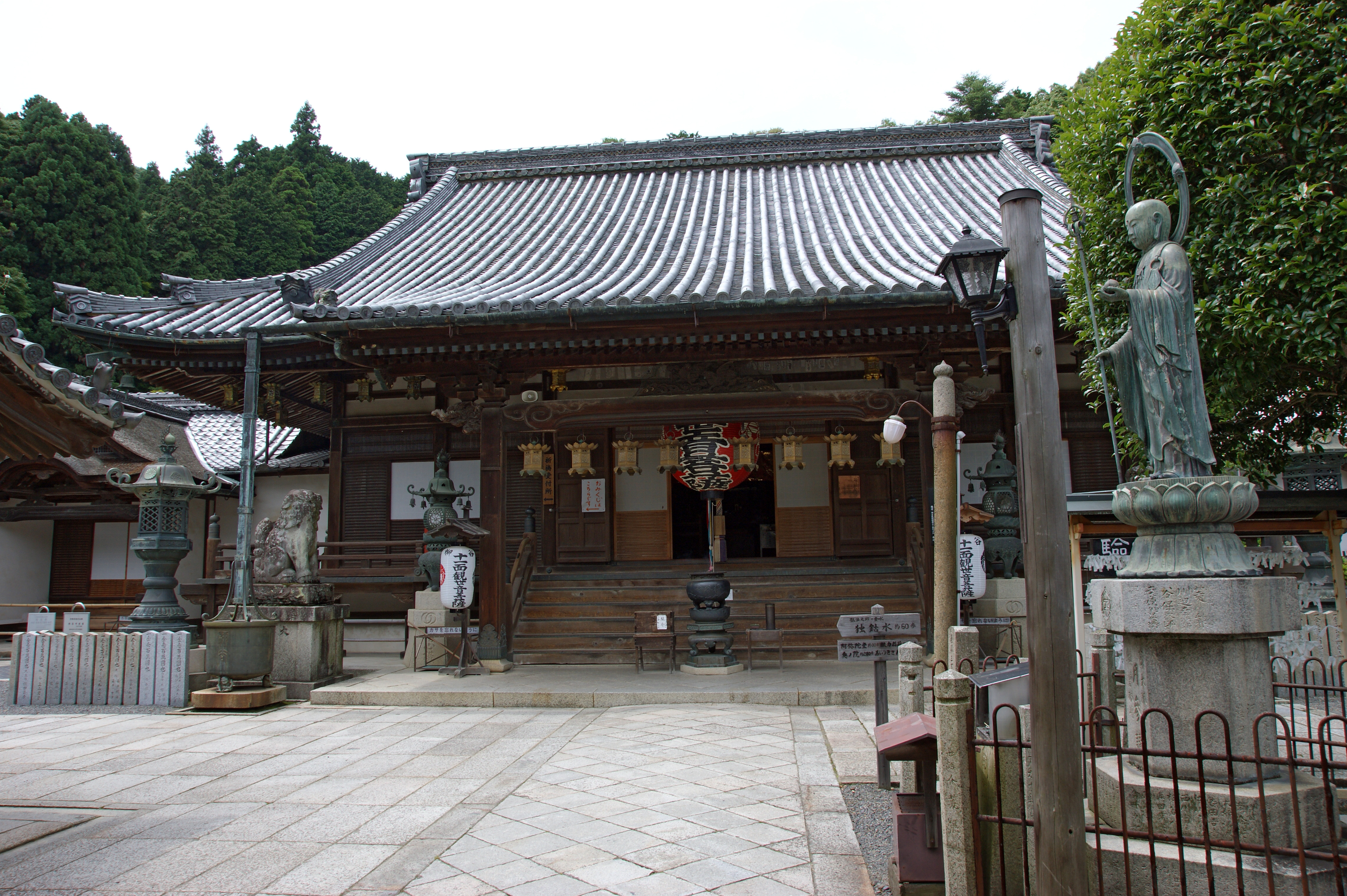
Haupthalle
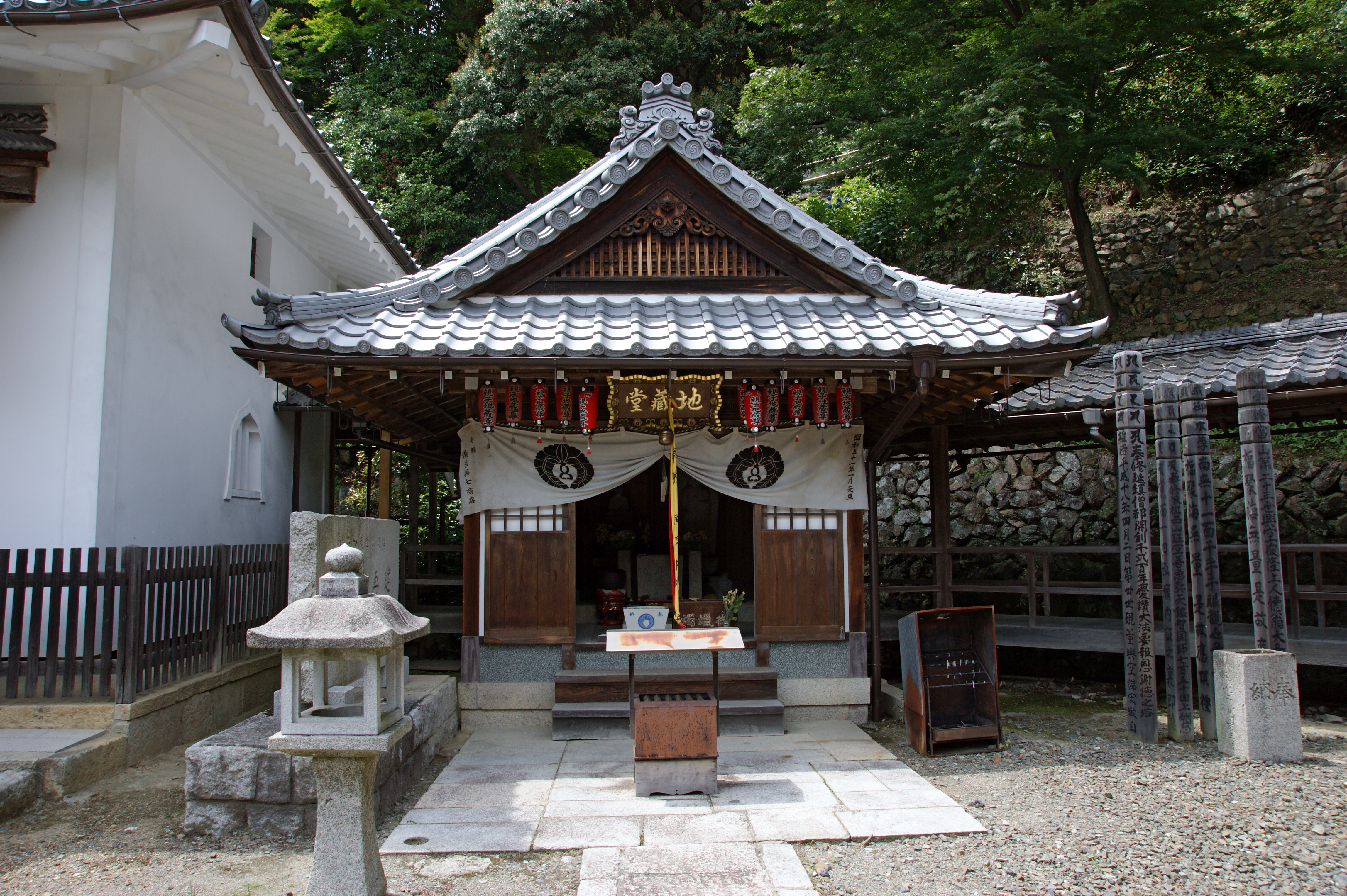
Jizō-Pavillon
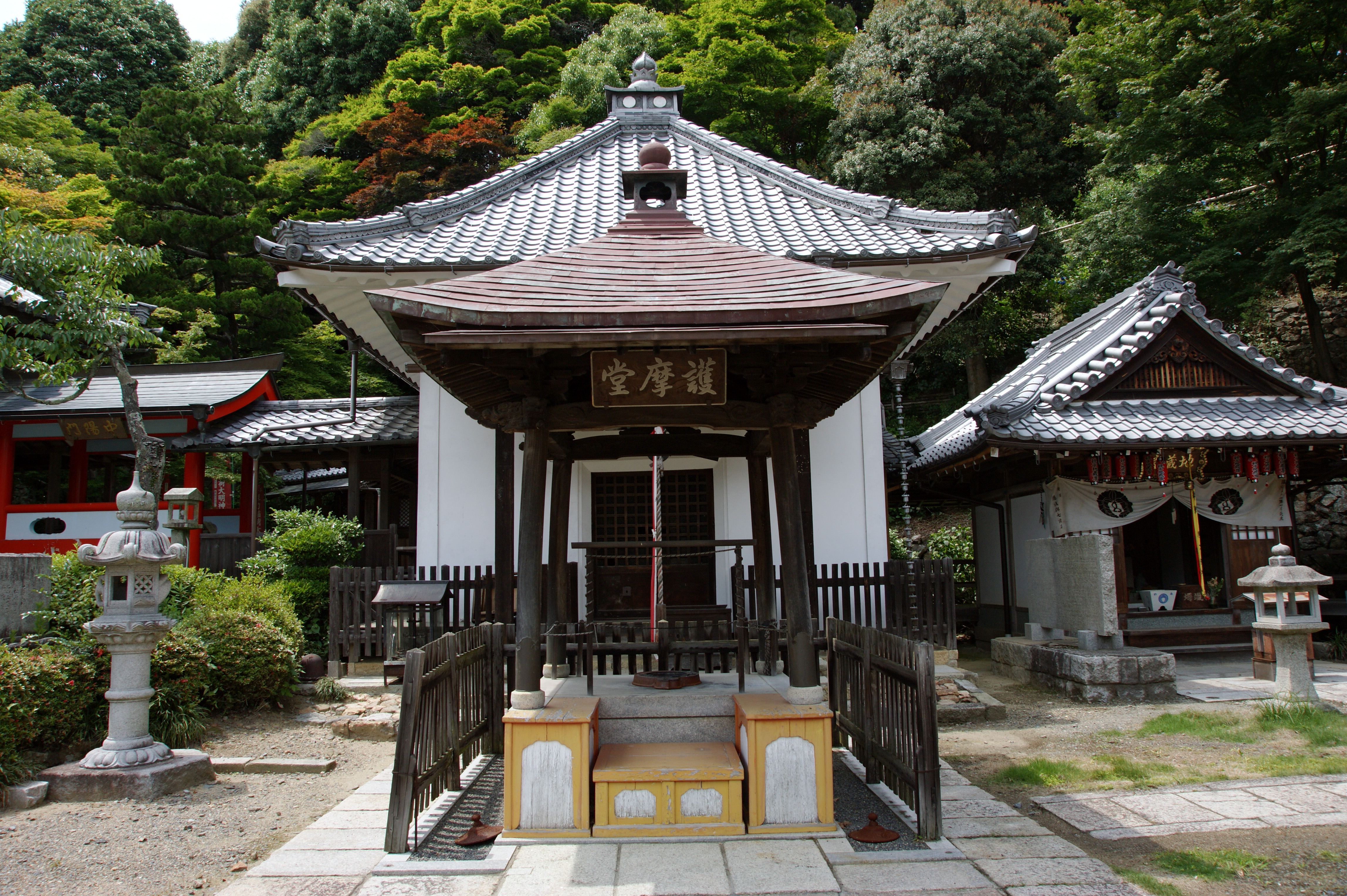
Goma-Pavillon
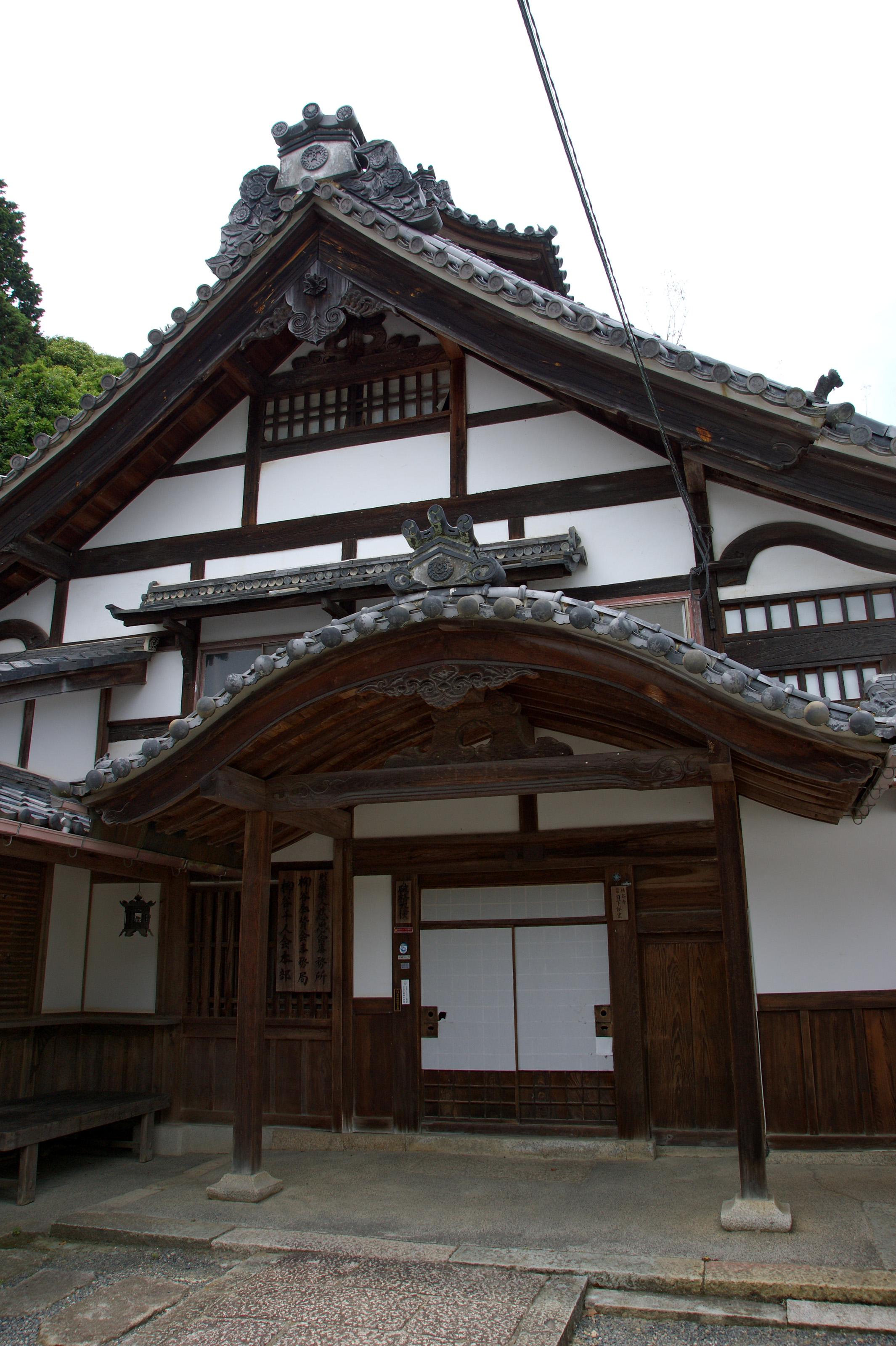
Speisesaal
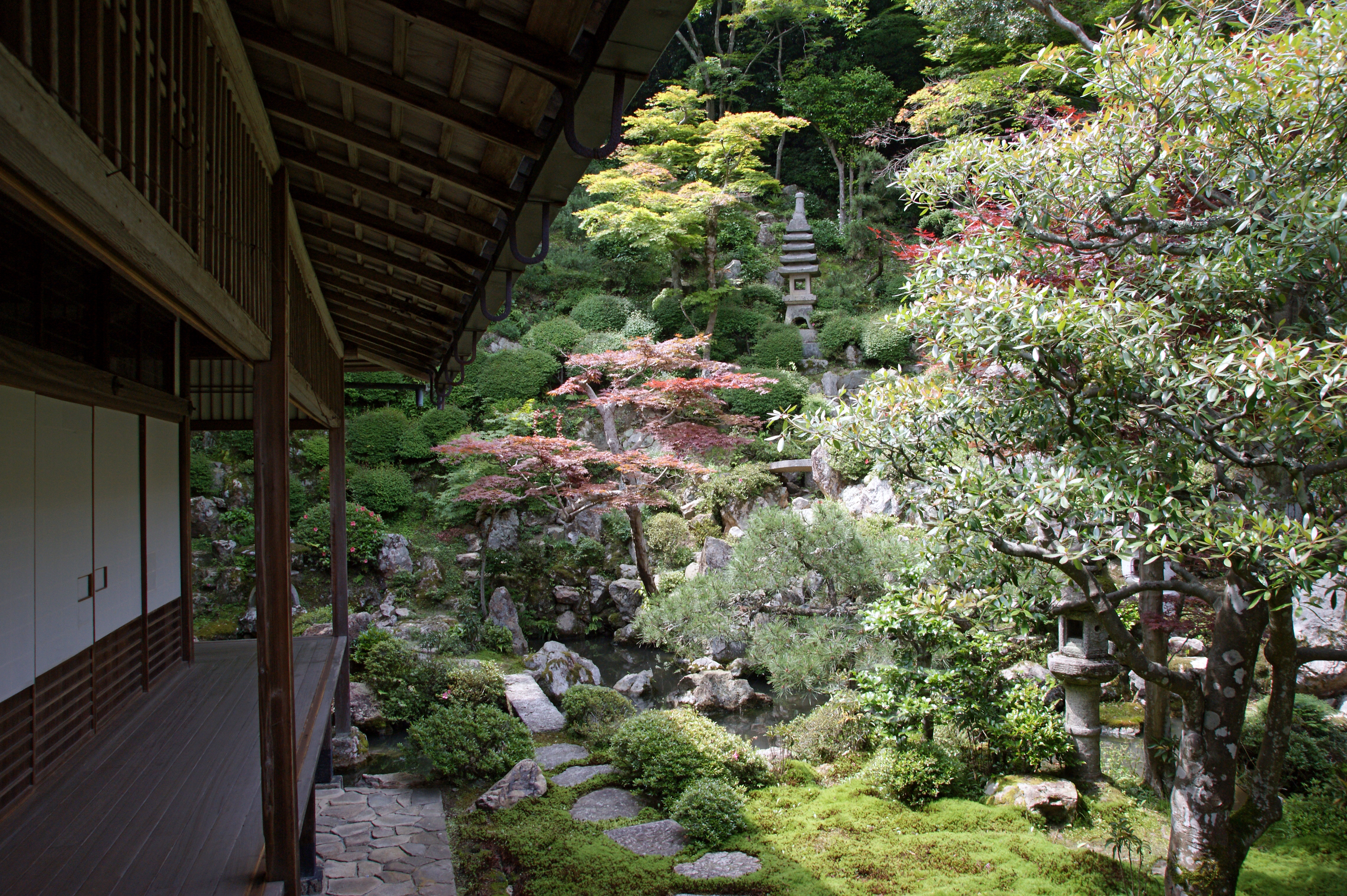
Garten
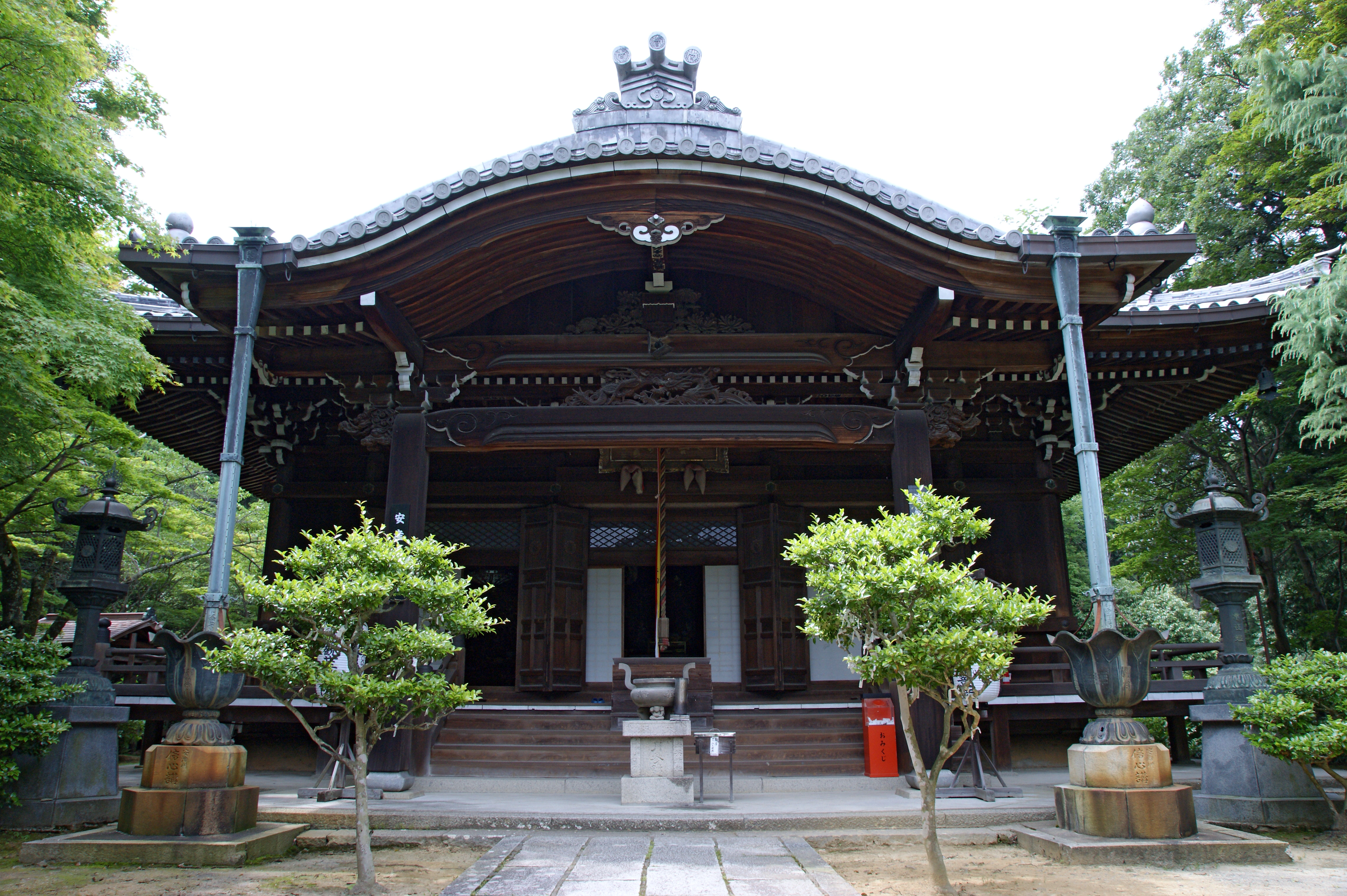
Oku-no-in